# Torsten Bunke
Torsten Vilhelm Bunke, ursprungligen Andersson, född 26 september 1908 i Väsby socken i Skåne, död 2 maj 1987 i Brunnby, var en svensk fotbollsspelare (anfallare) som blev skyttekung i Allsvenskan 1933   och samma år debuterade i det svenska landslaget.
Tillsammans med brodern Lennart – båda vid denna tid med efternamnet Andersson – kom Bunke 1932 till Hälsingborgs IF från Höganäs BK. Redan första säsongen blev Torsten Bunke allsvensk skyttekung  och bidrog i hög grad till att klubben blev svenska mästare, en titel laget sedan försvarade säsongen 1933/34.

## Meriter

### I klubblag
Hälsingborgs IF
- Svensk mästare (2): 1932/33, 1933/34

### I landslag
Sverige
- 2 landskamper, 1 mål

### Individuellt
- Skyttekung i Allsvenskan 1932/33, 21 mål

### Webbsidor
- Lista på landskamper, svenskfotboll.se, läst 2013 01 29